# Trillium grandiflorum
Trillium grandiflorum — регіонально рідкісна багаторічна рослина родини Мелантієвих. Декоративна культура.

## Опис

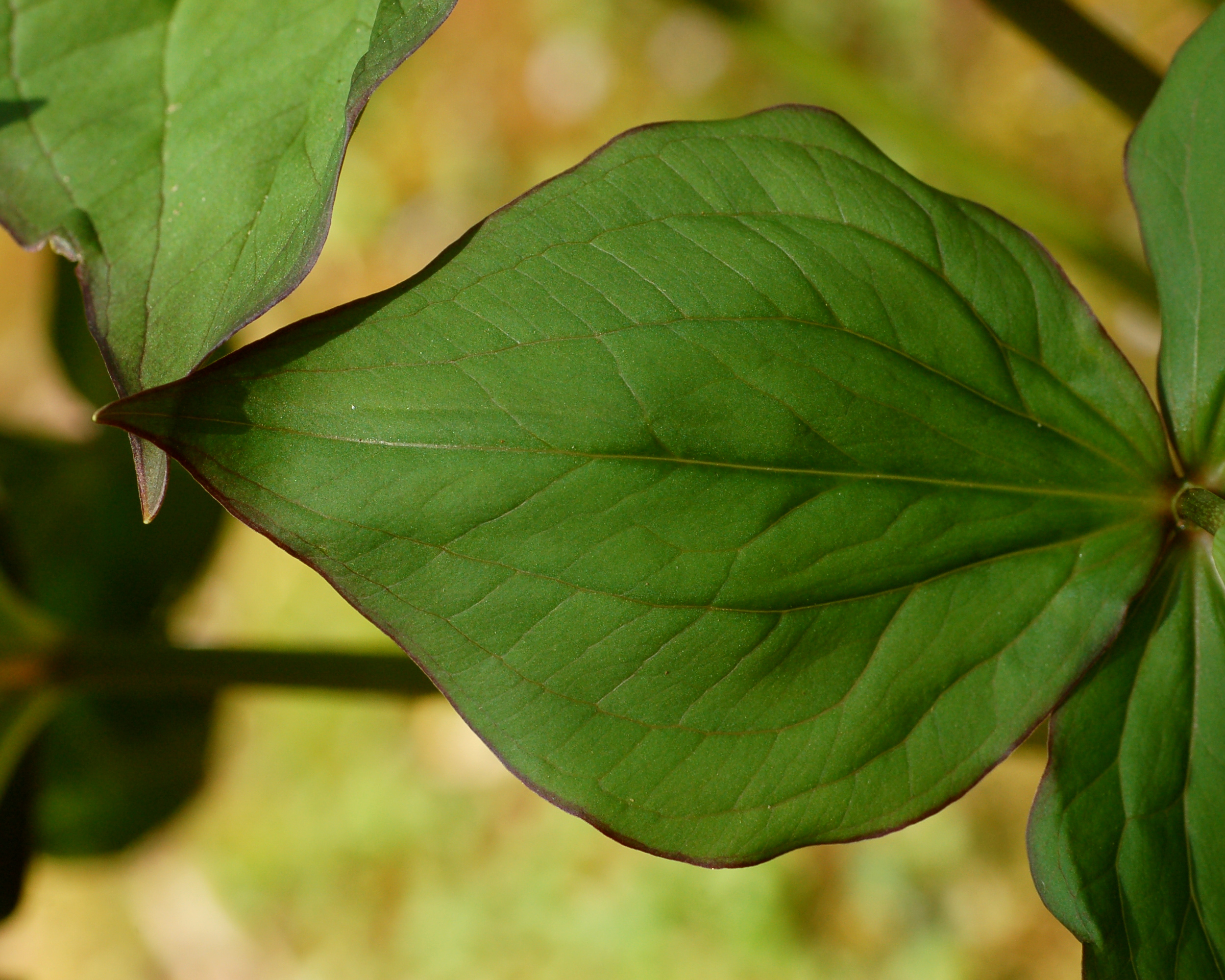
Листок

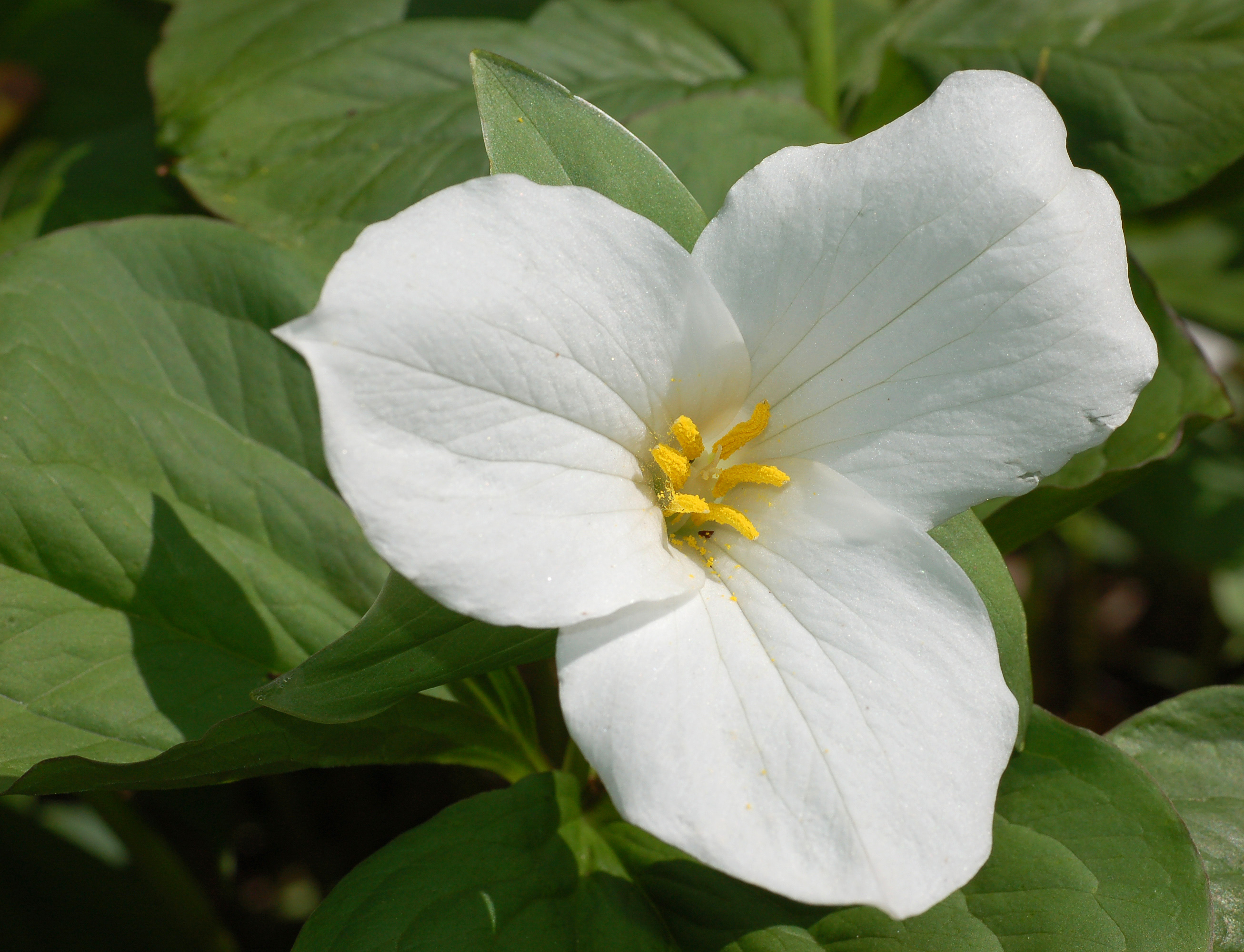
Квітка номінального підвиду

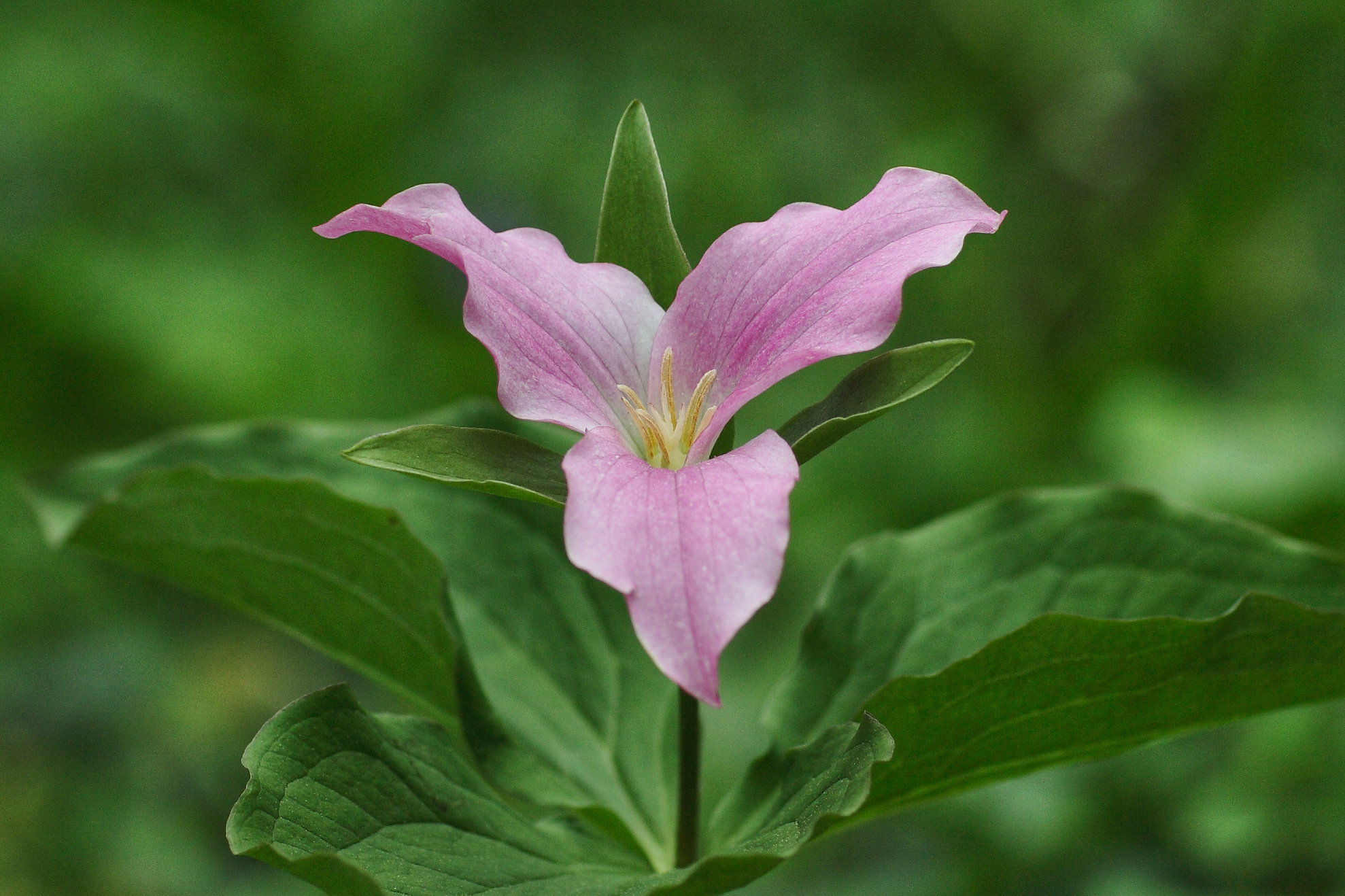
Рожевоквіткова форма

Трав'яниста рослина заввишки 15-30 (зрідка до 50) см. Кореневище коротке, товсте. Стебла прямостоячі, голі, кожен пагін несе по три листки. Вони сидячі або короткочерешкові, яйцеподібні, загострені, голі і гладкі, з добре означеними жилками. Розмір листків сильно різниться у особин різного віку і ступеню розвитку: від 5 до 20 см завдовжки та від 3 до 15 см завширшки.
Квітки поодинокі, розташовані на кінцях стебел, двостатеві, актиноморфні, без запаху, завширшки 4-7 см. Чашолистків 3, вони широколанцетні, загострені, відносно великі, зелені (інколи з темно-червоними жилками), розташовані між пелюстками. Пелюсток 3, вони заокруглено-еліптичні, ледь загострені, з добре вираженим жилкуванням, напочатку розквіту білі, згодом блідо-рожеві. Кожна пелюстка спрямована під невеликим кутом вгору так, що уся квітка загалом стає схожою на лійку. Кінці пелюсток ледь помітно загинаються назовні, інколи їх краї дещо хвилясті. Тичинок завдовжки 9-27 мм 6 штук, вони прямі або трохи зігнуті, розташовані у двох колах. Тичинкові нитки жовті; пиляки великі (5-16 мм), блідо-жовті, після вивільнення пилка трохи темнішають. Маточка маленька, біла, з трьома біло-зеленими приймочками. Плід — куляста, зеленкувато-біла ягода. Насіння жовтувато-коричневе.
Число хромосом 2n = 10.

## Поширення та екологія
Trillium grandiflorum походить з Північної Америки, де він поширений у канадських провінціях Онтаріо, Квебек і Нова Шотландія, а також в американських штатах Джорджія, Айова, Нью-Йорк, Огайо, Мен та Міннесота. Крім того, ізольовані від основного ареалу осередки існують на острові Ванкувер біля західного узбережжя Канади.
Рослина тіньовитривала, морозостійка, віддає перевагу добре дренованим, нейтральним або слабокислим ґрунтам. Зростає у листяних та мішаних лісах, надто в таких, де домінують цукрові клени і буки. Цвітіння триває у різних географічних районах з квітня до червня, одна особина квітне в середньому 2 тижні. Під час цвітіння рослини суцільним килимом вкривають землю. В американських лісах Trillium grandiflorum займає екологічну нішу, яка відповідає європейським анемонам — дібровній і жовтецевій.
Trillium grandiflorum притаманний повільний розвиток. Початок першого цвітіння залежить значною мірою від довжини кореневища і розвитку листкової поверхні, в дикій природі воно зазвичай наступає у віці 7-10 років, в культурі — у віці 4-5 років. Крім того, у перший і другий рік цвітіння квіти дрібніші, ніж у наступні.
В природі цими рослинами живляться білохвості олені, які віддають перевагу старим і високим особинам, ігноруючи молоді сіянці.

## Значення і статус виду

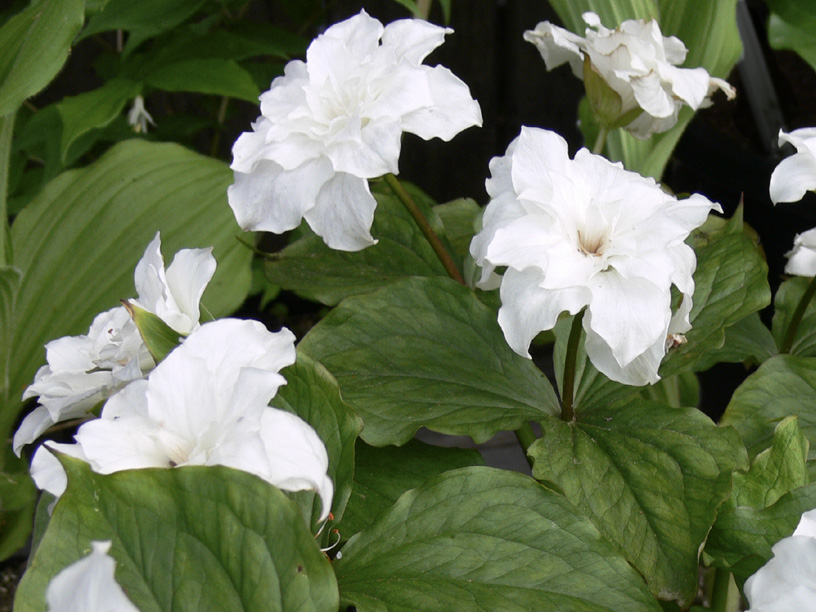
Махрова форма

Trillium grandiflorum належить до найбільш відомих представників роду. Значною мірою завдяки великим показним квіткам він вельми популярний серед американських садівників, проте все ще практично невідомий українським. Відомі дві декоративні форми:
Trillium grandiflorum f. roseum — з рожевими протягом усього цвітіння квітами і Trillium grandiflorum f. polymerum — з махровими квітами. Існування інших форм ставиться під сумнів, оскільки їх виникнення може бути спричинено дією вірусів.
Квітка Trillium grandiflorum обрана офіційною емблемою канадської провінції Онтаріо та американського штату Огайо. Водночас, велика популярність цього виду серед квітникарів спричинила скорочення популяцій, оскільки переважна кількість рослин не вирощується, а по-браконьєрськи викопується у місцях природного зростання. Більшість таких особин після пересаджування гине. Цю проблему поглиблює знищення рослин білохвостими оленями, чисельність яких в екосистемах США перевищує оптимальну. Внаслідок цього в штаті Нью-Йорк стан цього виду визнано загрозливим, а в штаті Мен він визнаний зникаючим.

## Синоніми
| - Trillium chandleri Farw. - Trillium chandleri f. foliaceum Farw. - Trillium chandleri f. gladewitzii Farw. - Trillium chandleri f. palaceum Farw. - Trillium chandleri f. plenum Farw. - Trillium chandleri f. subulatum Farw. - Trillium erythrocarpum Curtis - Trillium grandiflorum f. chandleri (Farw.) Vict. - Trillium grandiflorum f. dimerum Louis-Marie - Trillium grandiflorum f. divisum Louis-Marie - Trillium grandiflorum f. elongatum Louis-Marie - Trillium grandiflorum f. grandiflorum - Trillium grandiflorum f. lirioides (Raf.) Vict. - Trillium grandiflorum var. minimum N.Coleman - Trillium grandiflorum f. petalosum Louis-Marie - Trillium grandiflorum f. polymerum Vict. | - Trillium grandiflorum f. regressum Louis-Marie - Trillium grandiflorum f. roseum Farw. - Trillium grandiflorum f. striatum Louis-Marie - Trillium grandiflorum f. viride Farw. - Trillium lirioides Raf. - Trillium lirioides f. albomarginatum Farw. - Trillium lirioides f. giganteum Farw. - Trillium lirioides var. longipetiolatum Farw. - Trillium lirioides f. subsessile Farw. - Trillium lirioides f. ungulatum Farw. - Trillium lirioides f. variegatum Farw. - Trillium liroides f. vegetum Farw. - Trillium obcordatum Raf. - Trillium rhomboideum var. grandiflorum Michx. - Trillium scouleri Rydb. |